# 亨鳳站
亨鳳站（韓語：형봉역）是朝鮮民主主義人民共和國平安南道德川市的一個鐵路車站，属于亨鳳線。

## 邻近车站
亨鳳線
铁骑山站 - 亨鳳站